# Bjärekusten
Bjärekusten este o arie protejată (arie specială de conservare — SAC, sit de importanță comunitară — SCI) din Suedia întinsă pe o suprafață de 631,2 ha, integral pe uscat.

## Localizare
Centrul sitului Bjärekusten este situat la coordonatele 56°27′34″N 12°41′41″E / 56.4595°N 12.6948°E.

## Înființare
Situl Bjärekusten a fost declarat sit de importanță comunitară în ianuarie 1998 pentru a proteja 1 specie de plante și 1 specie de animale. Situl a fost protejat și ca arie specială de conservare în martie 2011.

## Biodiversitate
Situată în ecoregiunile continentală și marină Atlantică, aria protejată conține 22 de habitate naturale: Formațiuni de Juniperus communis pe lande sau pajiști calcaroase, Pajiști cu Molinia pe soluri calcaroase, turboase sau argilos-nămoloase (Molinion caeruleae), Vegetație anuală la limita mareei, Păduri caducifoliate de mlaștină fino-scandinave, Dune mobile de-a lungul țărmului cu Ammophila arenaria („dune albe”), Formațiuni ierboase bogate în specii de Nardus, dezvoltate pe substraturi silicioase în zone montane (și în zone submontane, în Europa continentală), Mlaștini turboase de tranziție și turbării mișcătoare, Dune de coastă fixe cu vegetație erbacee („dune gri”), Dune fixe decalcificate cu Empetrum nigrum, Mlaștini alcaline, Dune cu Salix repens ssp. argentea (Salicion arenariae), Peșteri marine scufundate complet sau parțial, Roci stâncoase cu vegetație pionieră de Sedo-Scleranthion sau Sedo albi-Veronicion dillenii, Pășuni atlantice udate de apa mării (Glauco-Puccinellietalia maritimae), Terase mlăștinoase și terase nisipoase neacoperite de apă la reflux, Faleze cu vegetație de pe coastele atlantice și baltice, Pajiști umede nord-atlantice cu Erica tetralix, Vegetație perenă pe țărmurile stâncoase, Păduri aluvionare cu Alnus glutinosa și Fraxinus excelsior (Alno-Padion, Alnion incanae, Salicion albae), Pajiști uscate europene, Pajiști fino-scandinave uscate până la mezice, bogate în specii de altitudine mică, Dune mobile cu vegetație embrionară.
La baza desemnării sitului se află mai multe specii protejate:
- plante (1): Luronium natans
- nevertebrate (1): Vertigo geyeri